# Vigneux-Hocquet
Pour les articles homonymes, voir Vigneux.
Vigneux-Hocquet est une commune française située dans le département de l'Aisne, en région Hauts-de-France.

## Géographie
- 1Carte dynamique
- 2Carte OpenStreetMap
- 3Carte topographique
- 4Carte avec les communes environnantes

### Localisation
|  |  |  |

Un paysage champêtre de vallons et d'arbres dont la pousse est favorisée par une pluviométrie abondante ne permet pas de comprendre l'évolution démographique récente.
Vigneux tient son nom de la culture ancienne des vignes.
Les Prés du château étaient le domaine de la seigneurie antérieure. Ils se nomment de cette manière car autrefois s'y trouvait un château. Comme il n'y a plus rien dans ces prés que les douves pour le rappeler, douves elles-mêmes qui ont pris la forme d'un étang, le ton est donné : l'ensemble des détails rapportés ici confinent à une profonde réflexion nostalgique des temps d'autrefois. La construction dans la vallée n'était pas vraiment un château, mais une maison forte. On appelait ainsi une grosse maison que le roi autorisait à un notable du village, en général, le prévôt.
Alors que Vigneux est située dans une vallée abritée des vents, et s'est développée selon plusieurs axes routiers, l'ancien hameau du Hocquet est lui un village-rue tout en longueur, qui surplombe le village précédent.

### Hydrographie
La commune est située dans le bassin Seine-Normandie. Elle est drainée par la rivière de Vigneux,.

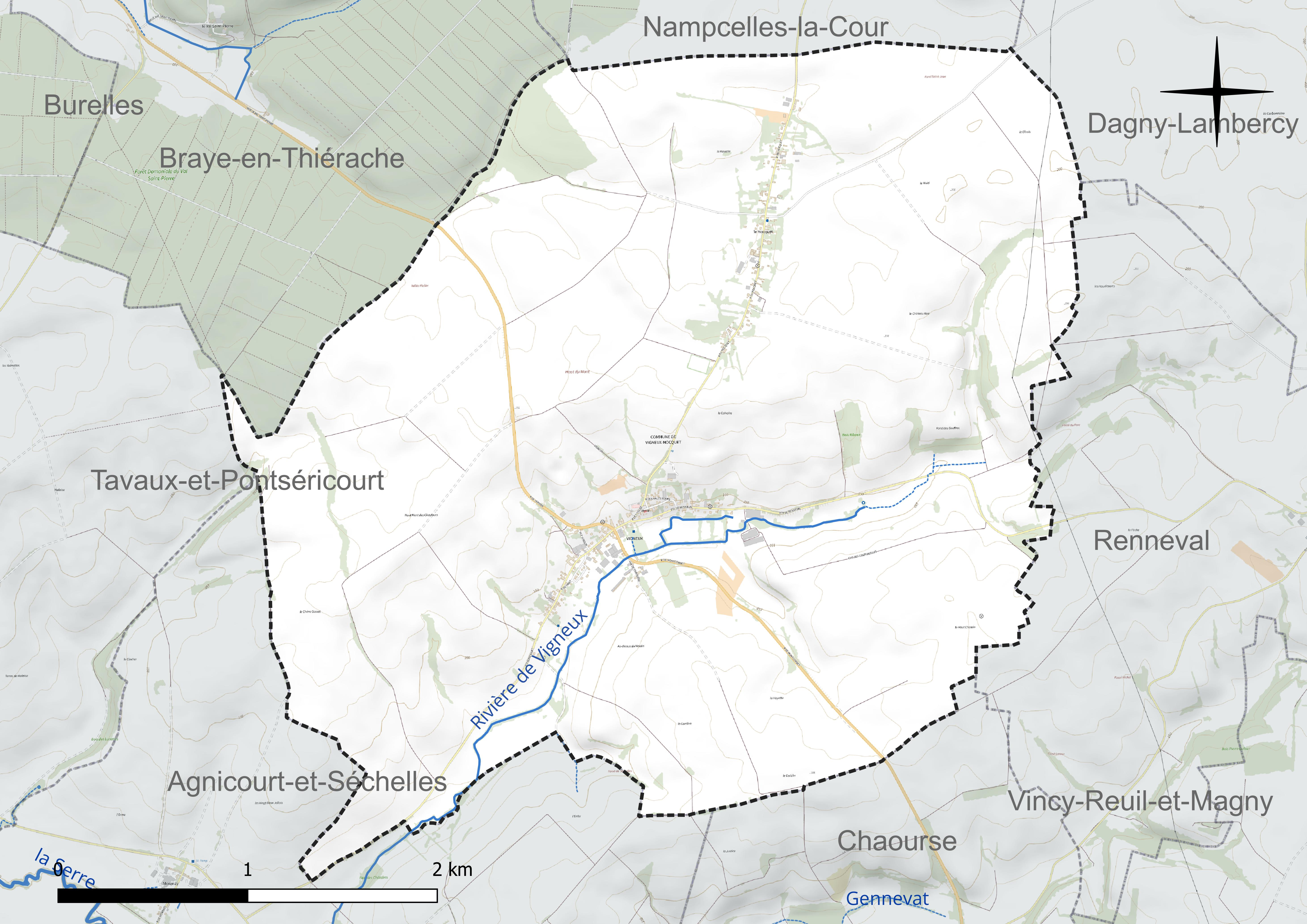
Réseau hydrographique de Vigneux-Hocquet.

### Climat
Pour des articles plus généraux, voir Climat des Hauts-de-France et Climat de l'Aisne.
En 2010, le climat de la commune est de type climat des marges montargnardes, selon une étude du CNRS s'appuyant sur une série de données couvrant la période 1971-2000. En 2020, Météo-France publie une typologie des climats de la France métropolitaine dans laquelle la commune est exposée à un climat océanique altéré et est dans la région climatique Nord-est du bassin Parisien, caractérisée par un ensoleillement médiocre, une pluviométrie moyenne régulièrement répartie au cours de l'année et un hiver froid (3 °C).
Pour la période 1971-2000, la température annuelle moyenne est de 10 °C, avec une amplitude thermique annuelle de 15,1 °C. Le cumul annuel moyen de précipitations est de 859 mm, avec 13,2 jours de précipitations en janvier et 9,8 jours en juillet. Pour la période 1991-2020, la température moyenne annuelle observée sur la station météorologique la plus proche, située sur la commune de Fontaine-lès-Vervins à 14 km à vol d'oiseau, est de 10,5 °C et le cumul annuel moyen de précipitations est de 826,3 mm,. Pour l'avenir, les paramètres climatiques de la commune estimés pour 2050 selon différents scénarios d'émission de gaz à effet de serre sont consultables sur un site dédié publié par Météo-France en novembre 2022.

## Urbanisme

### Typologie
Au 1er janvier 2024, Vigneux-Hocquet est catégorisée commune rurale à habitat dispersé, selon la nouvelle grille communale de densité à 7 niveaux définie par l'Insee en 2022.
Elle est située hors unité urbaine et hors attraction des villes,.

### Occupation des sols
L'occupation des sols de la commune, telle qu'elle ressort de la base de données européenne d'occupation biophysique des sols Corine Land Cover (CLC), est marquée par l'importance des territoires agricoles (94 % en 2018), une proportion identique à celle de 1990 (94 %). La répartition détaillée en 2018 est la suivante : 
terres arables (82,5 %), zones agricoles hétérogènes (7,7 %), zones urbanisées (4,7 %), prairies (3,9 %), forêts (1,3 %).
L'évolution de l'occupation des sols de la commune et de ses infrastructures peut être observée sur les différentes représentations cartographiques du territoire : la carte de Cassini (XVIIIe siècle), la carte d'état-major (1820-1866) et les cartes ou photos aériennes de l'IGN pour la période actuelle (1950 à aujourd'hui).

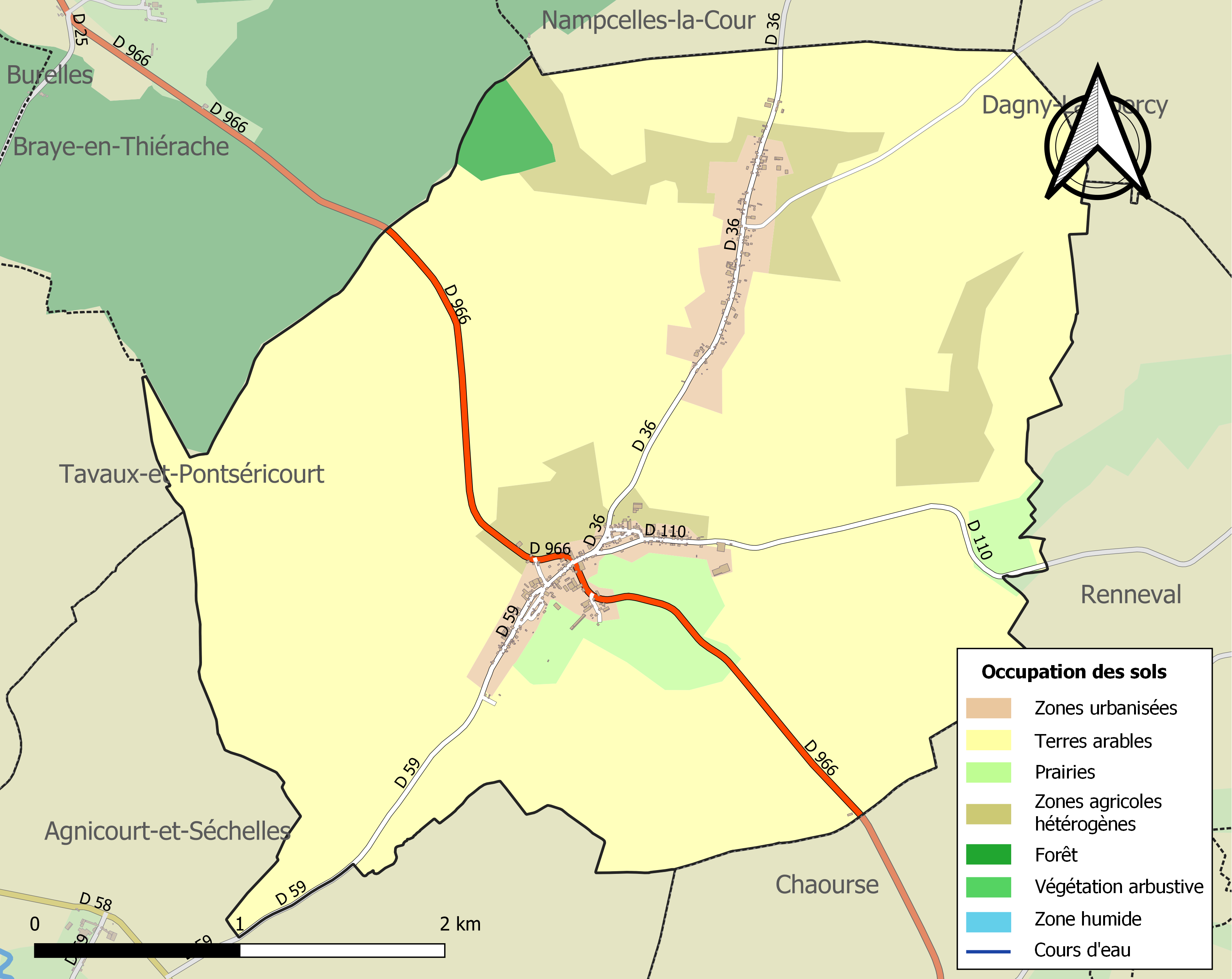
Carte de l'occupation des sols de la commune en 2018 (CLC).

## Toponymie
Le nom du village apparaît pour la première fois en 1162 dans une charte de l'abbaye Saint-Médard sous l'appellation de Viniacus. L'orthographe variera ensuite de nombreuses fois au fil des ans en fonction des différents transcripteurs : Vinoit, Vinnoit, Vinioit, Vinoiz, Vinetum, Vignoi, l'Ignatum en 1261, Vigneulx, Vignieux et enfin l'orthographe actuelle Vigneux sur la carte de Cassini  vers 1750.

Vigneux se compose du latin vinea « vigne », du latin vinetum « vignoble », de l'oïl vignel « petite vigne » ; -iacus du XIIe siècle est une mauvaise latinisation de la finale -eit, -oit. Son nom atteste la présence de la culture de la vigne au Moyen Âge.
Le Hocquet était un hameau appartenant à la commune de Vigneux ; son nom s'écrivait Hauquet en 1626.

Il pourrait s'agir d'un diminutif, de l'ancien français hoc (crochet, houe, houlette, fléau), dérivé de l'ancêtre de hocher, ce qui en ferait le doublon de hochet. Le mot « hoquet » est apparu au début du XIVe siècle, d'après l'onomatopée hok, exprimant un bruit de coup. Le terme signifiait d'abord un choc ou un heurt, puis il prit sa définition courante au XVe siècle.

## Histoire
Au Moyen Âge et tout au long de l'Ancien Régime, la zone est constituée en seigneurie.
- Le village de Vigneux était une seigneurie  ecclésiastique de l'abbaye Saint-Médard située à Soissons ;
- 1162, il est affranchi par la coutume de Vervins ;
- 1220 : construction d'un prieuré, aujourd'hui disparu ;
- XVIIIe siècle : Vigneux devient la seigneurie personnelle des Villelongue.

Carte de Cassini

|  |  |  |

La carte de Cassini montre qu'au XVIIIè siècle, Vigneux  est une paroisse située sur le rive droite du ruisseau Le Poncelet nommé de nos jours Ruisseau de Vrigny. Un château, dont il ne reste plus de traces, est réprésenté sur la carte.

Au nord, le Hoquet est un simple hameau.

La Ferme Jean Roux est probablement de nos jours l'entreprise de travaux agricoles située Route de  Renneval.
Avant la révolution, le chapitre de Rozoy dîmait dans la paroisse de Saint-Martin de Vigneux pour 2/9; le curé, pour 3/9 et le prieur de sainte Léocade, pour 4/9. Dix arpents de terre à la solle et vingt verges de pré étaient attachés à la cure qui, suivant une déclaration du 25 septembre 1728, produisait annuellement 371 livres. La chapelle de Sainte-Marie-Madeleine fondée autrefois en la maladrerie de Vigneux, appartenait aussi au chapitre de Rozoy. Cette chapelle possédait dix jallois de terre à la solle qui, en 1728, étaient affermés moyennant une redevance annuelle de trente six quartels de blé (mesure de Montcornet) quinze liards et deux chapons
La commune du Hocquet est constituée pendant la Révolution.
Vigneux-Hocquet devient une commune unique par regroupement le 14 septembre 1887.
- Le remembrement des terres est un grand sujet des agriculteurs.
- Abandon graduel de la fête foraine annuelle.
- Subissant un exode rural manifeste après la Seconde Guerre mondiale, avec des prolongements tardifs, ce village négligé des médias sort de l'oubli par une arrivée sur la scène médiatique nationale grâce à l'émission La Carte aux trésors diffusée sur France 3 le 16 août 2005. Elle fut tournée en juin avec un atterrissage des hélicoptères  - bleu (équipe de Septime) et rouge (équipe de Fabienne) - sur des commentaires de Sylvain dans les prés du château. Un inédit local surpassant l'arrivée de l'ULM lors de la décennie précédente sur la colline menant à Montcornet. Le terrain d'aviation, son hangar et la piste ont disparu en 2012. Les activités aéronautiques ont cessé en raison des trop nombreux actes d'« incivilité » subis par les installations[19].

Par arrêté préfectoral du 20 décembre 2016, la commune est détachée le 1er janvier 2017 de l'arrondissement de Laon pour intégrer l'arrondissement de Vervins.

## Politique et administration

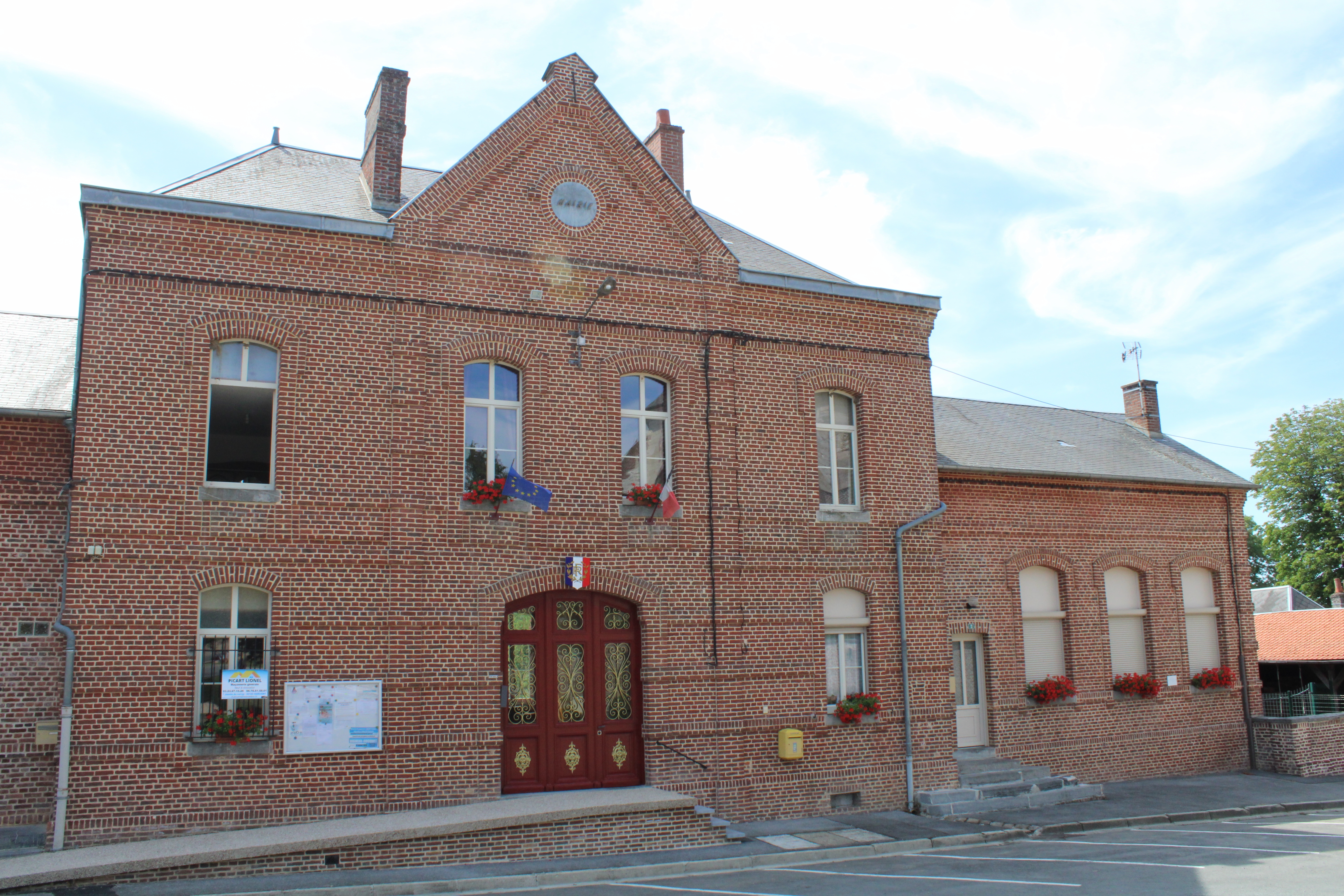
La mairie.

### Découpage territorial
La commune de Vigneux-Hocquet est membre de la communauté de communes des Portes de la Thiérache, un établissement public de coopération intercommunale (EPCI) à fiscalité propre créé le 22 décembre 1997 dont le siège est à Rozoy-sur-Serre. Ce dernier est par ailleurs membre d'autres groupements intercommunaux.
Sur le plan administratif, elle est rattachée à l'arrondissement de Vervins, au département de l'Aisne et à la région Hauts-de-France. Sur le plan électoral, elle dépend du  canton de Vervins pour l'élection des conseillers départementaux, depuis le redécoupage cantonal de 2014 entré en vigueur en 2015, et de la première circonscription de l'Aisne  pour les élections législatives, depuis le dernier découpage électoral de 2010.

### Administration municipale
| Période                                  | Période                    | Identité       | Étiquette | Qualité                                                   |
| ---------------------------------------- | -------------------------- | -------------- | --------- | --------------------------------------------------------- |
| avant 1875                               | après 1876                 | Bauchart       |           |                                                           |
| Les données manquantes sont à compléter. |                            |                |           |                                                           |
| mars 1971                                | En cours (au 11 juin 2020) | Claude Lefèvre | DVD       | Retraité de l'agriculture Réélu pour le mandat 2020-2026, |

## Démographie
L'évolution du nombre d'habitants est connue à travers les recensements de la population effectués dans la commune depuis 1793. Pour les communes de moins de 10 000 habitants, une enquête de recensement portant sur toute la population est réalisée tous les cinq ans, les populations de référence des années intermédiaires étant quant à elles estimées par interpolation ou extrapolation. Pour la commune, le premier recensement exhaustif entrant dans le cadre du nouveau dispositif a été réalisé en 2004.

En 2022, la commune comptait 266 habitants, en stagnation par rapport à 2016 (Aisne : −1,97 %, France hors Mayotte : +2,11 %).
| 1793 | 1800 | 1806 | 1821 | 1831  | 1836  | 1841  | 1846  | 1851 |
| ---- | ---- | ---- | ---- | ----- | ----- | ----- | ----- | ---- |
| 583  | 818  | 811  | 970  | 1 026 | 1 034 | 1 052 | 1 031 | 988  |

| 1856 | 1861 | 1866 | 1872 | 1876 | 1881 | 1886 | 1891 | 1896 |
| ---- | ---- | ---- | ---- | ---- | ---- | ---- | ---- | ---- |
| 965  | 890  | 853  | 816  | 819  | 754  | 718  | 731  | 653  |

| 1901 | 1906 | 1911 | 1921 | 1926 | 1931 | 1936 | 1946 | 1954 |
| ---- | ---- | ---- | ---- | ---- | ---- | ---- | ---- | ---- |
| 615  | 586  | 557  | 528  | 518  | 560  | 547  | 509  | 492  |

| 1962 | 1968 | 1975 | 1982 | 1990 | 1999 | 2004 | 2006 | 2009 |
| ---- | ---- | ---- | ---- | ---- | ---- | ---- | ---- | ---- |
| 455  | 440  | 391  | 342  | 297  | 265  | 274  | 276  | 284  |

| 2014 | 2019 | 2022 | - | - | - | - | - | - |
| ---- | ---- | ---- | - | - | - | - | - | - |
| 270  | 272  | 266  | - | - | - | - | - | - |

## Lieux et monuments
- Le monument aux morts est surmonté d'un coq.
- Le remblai boisé vu du cimetière de l'église est une portion des fortifications du village.
- Ce remblai, est  une levée de terre pratiquée par les Romains, entourant le nord du village d'est en ouest, partant et redescendant dans la vallée, l'inondation de celle-ci protégeant le village. La voie romaine passe à l'ouest du village à deux kilomètres, elle reliait Reims à Bavay (Durocotorum à Bagatum).
- Un calvaire sépare Vigneux de Hocquet en haut de la colline.
- Le ruisseau du Poncelet était, jusque dans les années 1980, le point de rencontre lors de la visite de la f'seuse ed goutte (« faiseuse » de goutte[30]).
- Un lavoir alimente un affluent du ruisseau principal. Il fut restauré voilà une vingtaine d'années par une équipe de jeunes bénévoles accueillis au village.
- Le Chemin vert est le nom connu des habitants de Vigneux pour rallier le val ; mais tout cela c'était avant l'arrivée de l'automobile et de ses routes goudronnées… Ce chemin vert faisait partie de la route qui partant de Montcornet, longeait Chaourse et traversait Vigneux, vers Hocquet, puis Nampcelles.

### Galerie

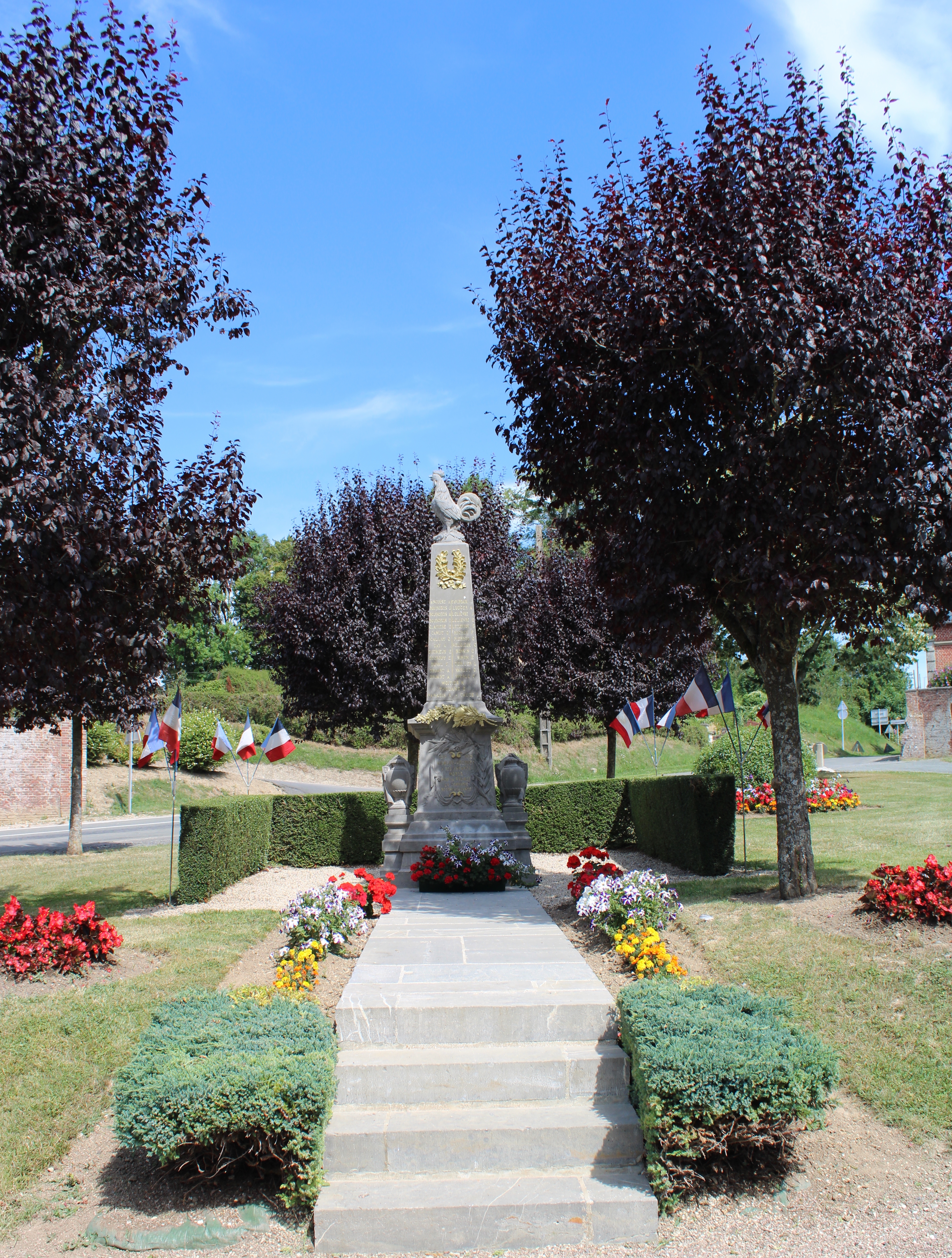
Le monument aux morts.
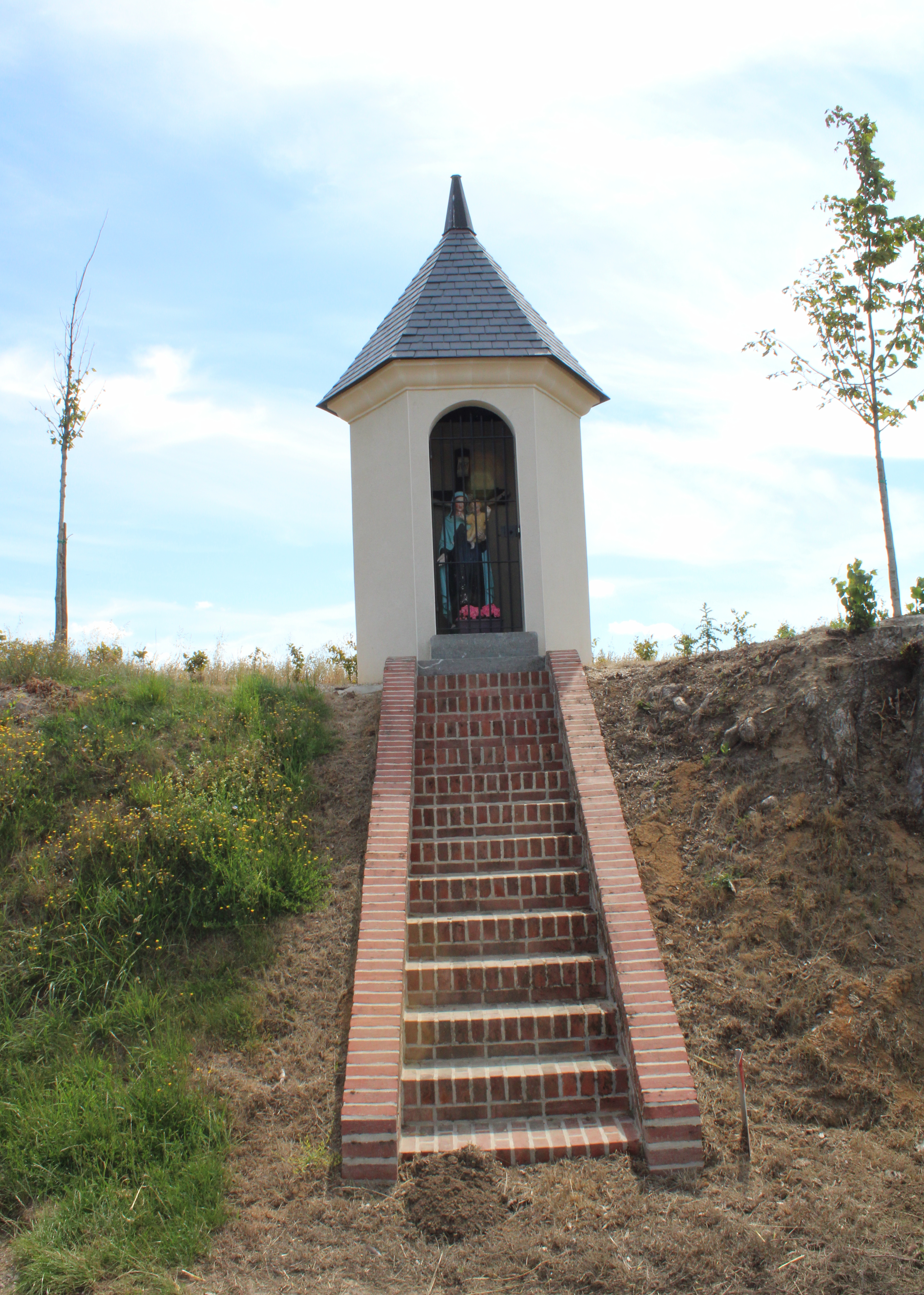
La chapelle située entre Hocquet et Vigneux.
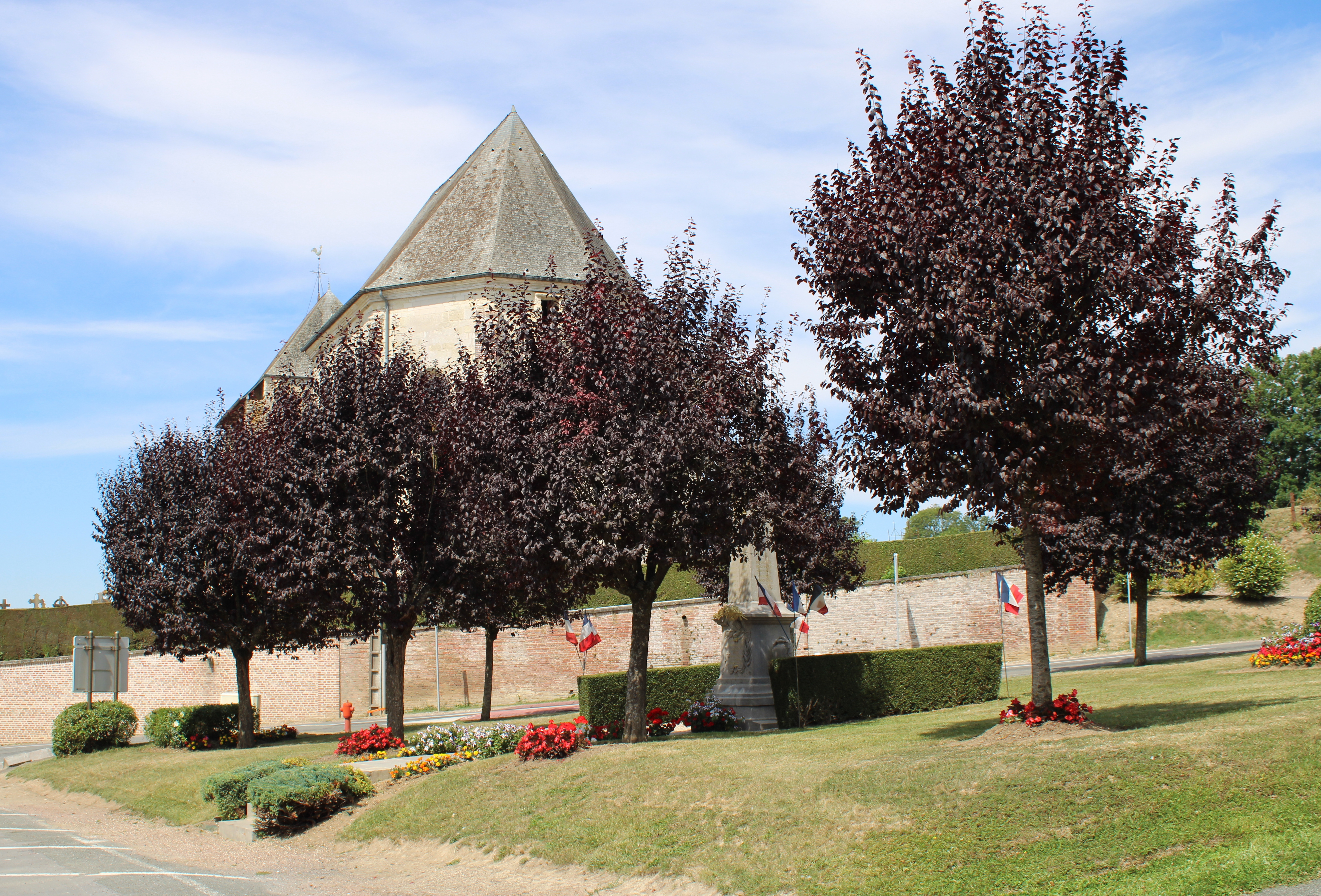
La place.
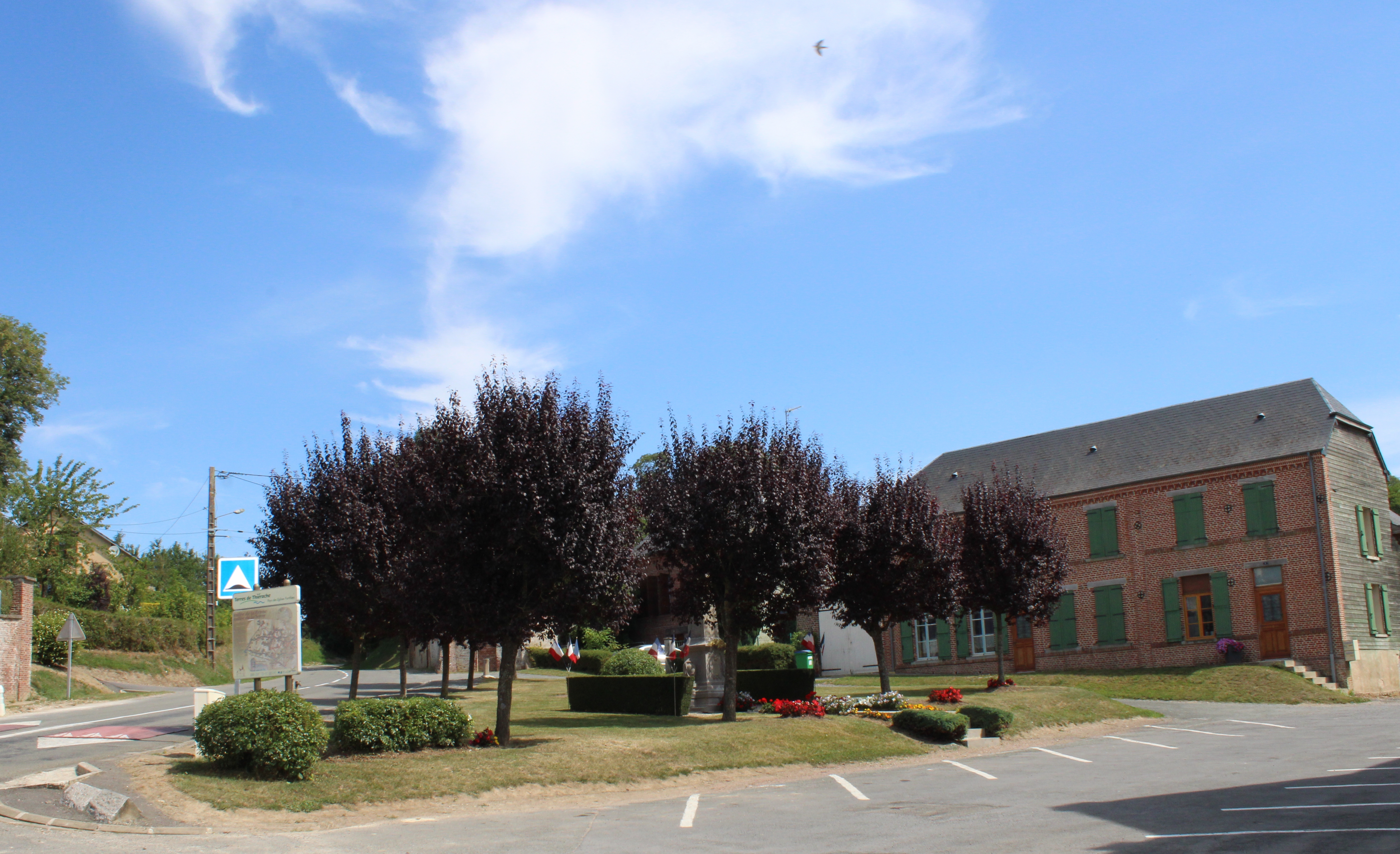
Vue du village.

## Personnalités liées à la commune
La famille des Religieux fait partie de la notabilité locale autant que les Villelongue. Le maire est également une figure incontournable par le renouvellement de ses mandats, quoique assumer cette fonction dans les petites communes relève du sacerdoce.

## Expressions populaires
Il ne faut pas confondre Jeantes avec Bancigny, dit-on par ici lorsque l'on se trompe de bouton en passant sa chemise.